# 追想五断章
『追想五断章』（ついそうごだんしょう）は、米澤穂信による日本の推理小説。『小説すばる』（集英社）2008年6月号から12月号に掲載され、2009年8月30日に刊行された。後に文庫化され、集英社文庫（集英社）より2012年4月25日に刊行された。

## 概要
第63回日本推理作家協会賞長編及び連作短編集部門候補作。「このミステリーがすごい!」2010年および「本格ミステリ・ベスト10」2010年版で第4位、「週刊文春ミステリーベスト10」2009年で第5位、「ミステリが読みたい!」2010年版で第3位にランクインした。
米澤は本作について、それまでは〈古典部〉シリーズや〈小市民〉シリーズなど中高生が主人公のものが多かったが、いろんな人から「もう少し年齢が上の主人公も読んでみたい」と言われていたうえ、本作連載スタート時の担当者から連載依頼時に「渋い話を」と頼まれたと述べている。

## ストーリー
ある日、古書店アルバイトの大学生・菅生芳光は、店に来た女性・北里可南子に、彼女の父が生前に書いたという結末の伏せられた5つのリドル・ストーリーを探してほしいと依頼される。報酬に惹かれて依頼を請け負った芳光は、調査を続けるうちに22年前に起こった未解決事件「アントワープの銃声」の存在を知る。

## 登場人物
菅生芳光（すごう よしみつ）
大学生。学費が続かなくなったため休学し、武蔵野市で伯父の営む古書店「菅生書店」に住み込みでアルバイトをしている。
北里可南子（きたざと かなこ）
父が生前に書いた小説を探すために長野県の松本市から出てきた。
久瀬笙子（くぜ しょうこ）
大学生。就職活動と卒業論文とサークル活動の合間に「菅生書店」のアルバイトに来ている。
菅生広一郎（すごう こういちろう）
芳光の伯父。「菅生書店」の店主。
菅生花枝（すごう はなえ）
芳光の母。夫を亡くした後、一人掛川市の家に住んでいる。
北里参吾（きたざと さんご）
可南子の父。未解決事件の被疑者となった後、5つの短編小説を執筆する。前年、癌で死去。
北里斗満子（きたざと とまこ）
可南子の母。可南子が幼い頃にベルギーのアントワープで謎の死を遂げた。
市橋尚造（いちはし しょうぞう）
駒込大学教授。芳光に「アントワープの銃声」のことを教える。
宮内正一（みやうち しょういち）
参吾の大学時代の友人。「朝霞句会」の主宰者。
弦巻彰男（つるまき あきお）
雑誌『深層』の記者。斗満子の死の謎を記事にし、「アントワープの銃声」と名付ける。